# Brodie Chapman
Pour les articles homonymes, voir Chapman.
Brodie Chapman née le 9 avril 1991 à Mount Glorious, est une coureuse cycliste australienne.

## Biographie
Brodie Chapman grandit à Mount Glorious, une petite ville du nord de l'État de Brisbane, où elle pratique le VTT et le BMX. À 17 ans, elle commence à travailler dans un magasin de vélos et suit une formation de mécanicienne de cycles. Elle est diplômée de l'Université du Queensland avec un diplôme en psychologie. En 2013, elle est sélectionnée comme joueuse de football australien pour les Jeux universitaires australiens. Cependant, après une blessure aux côtes, elle décide de se mettre au cyclisme. 
Elle fait ses débuts en cyclisme sur route en 2015. Chapman a subi de multiples revers liés à des blessures après avoir été heurtée deux fois par des voitures. 
Elle sort de l'anonymat et se révèle en début d'année 2018. En prenant la sixième place du championnat d'Australie, elle se voit offrir une place en équipe d'Australie pour la Cadel Evans Great Ocean Road Race et le Herald Sun Tour par l'entraîneur de l'équipe nationale Bradley McGee. Elle s'impose sur cette course devant Annemiek van Vleuten et Chloe Hosking. En février, elle est recrutée par l'équipe Tibco-Silicon Valley Bank. Au printemps, elle prend la cinquième place du Tour de Californie. Elle participe au championnat du monde sur route avec l'équipe d'Australie en fin d'année et en prend la 54e place. En 2019, elle remporte la première édition du Gravel and Tar La Femme, puis le Tour of the Gila aux États-Unis. L'année suivante, elle rejoint l'équipe FDJ-Nouvelle Aquitaine-Futuroscope et gagne la Race Torquay.

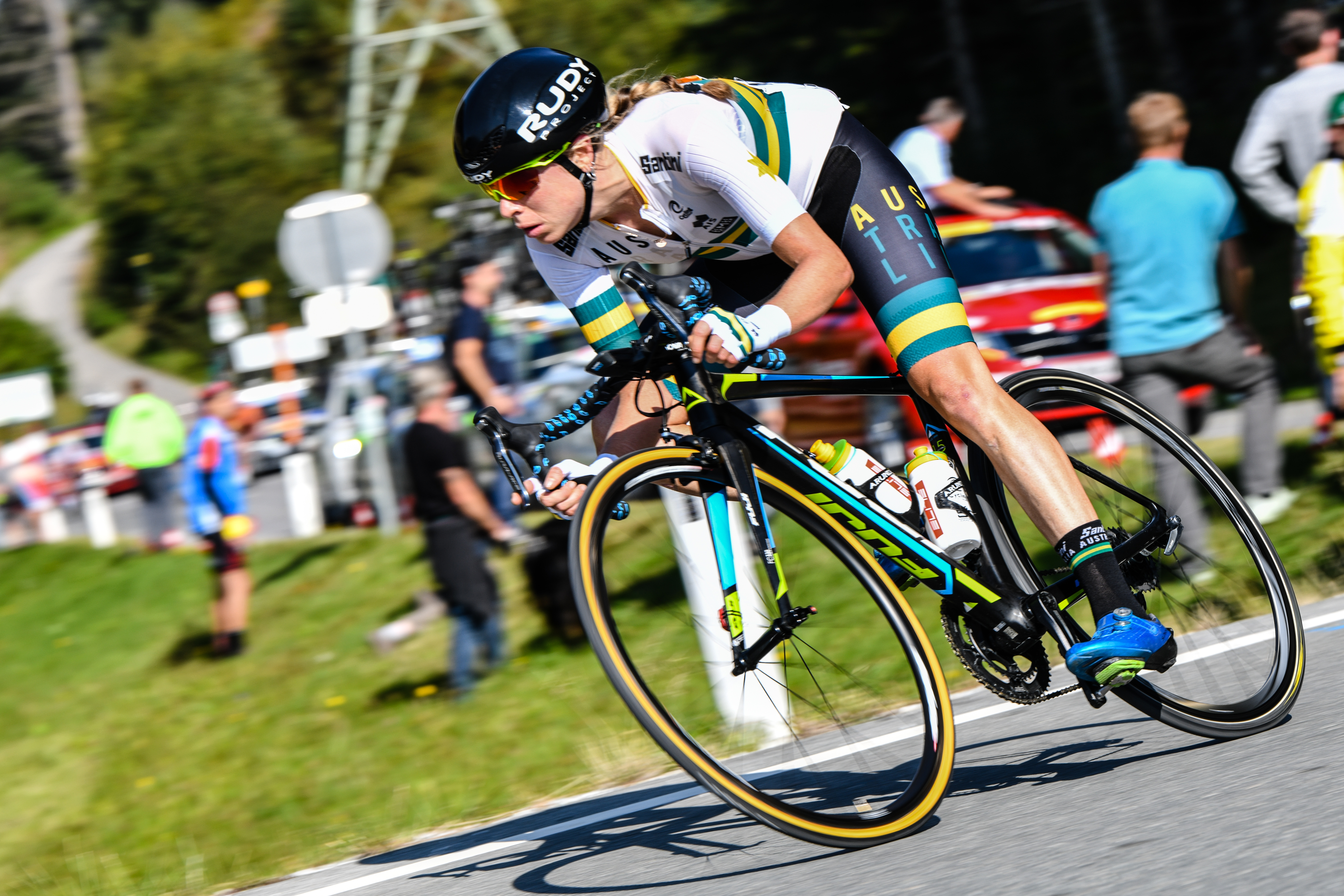
Aux mondiaux 2018.

Aux Strade Bianche 2021, à une trentaine de kilomètres de l'arrivée, elle fait partie d'un groupe de huit coureuses qui s'isole. Le groupe se morcelle dans le sixième secteur et Chapman est derrière, terminant finalement 41e. Lors de Liège-Bastogne-Liège, Niamh Fisher-Black attaque après la côte de Wanne. Elle emmène avec elle six autres coureuses dont Brodie Chapman. Le groupe est repris à cinquante kilomètres de l'arrivée dans la côte de Desnié. lors de La course by Le Tour de France, à deux tours de l'arrivée, Ruth Winder passe à l'offensive. Un groupe de dix athlètes dont Brodie Chapman se forme. Dans l'ascension suivante, Chapman est distancée. En août, elle prend la sixième place de la Classique de Saint-Sébastien.
Aux Jeux du Commonwealth de 2022, elle termine 35e de la course en ligne. En janvier 2023, elle rejoint la formation Trek-Segafredo et est championne d'Australie sur route. Lors de la saison 2024, elle gagne le contre-la-montre par équipes inaugural du Tour d'Espagne. La même année, elle est troisième du Tour d'Estrémadure et du Tour de Thuringe. Aux championnats du monde, elle devient championne du monde du relais mixte. 
Pour la saison 2025, elle rejoint l'équipe UAE ADQ.

## Palmarès

### Par année
- 2018
  - Herald Sun Tour : 
    - 1re étape
    - Classement général

  - 5e du Tour de Californie
- 2019
  - Gravel and Tar La Femme
  - Tour of the Gila : 
    - Classement général
    - 1re et 5e étapes

  - 2e étape du Tour de Feminin - O cenu Ceskeho Svycarska
  - 2e de la Colorado Classic
  - 3e du Women's Herald Sun Tour
- 2020
  - Race Torquay
- 2021
  - 6e de la Classique de Saint-Sébastien
  - 9e du Tour des Flandres
- 2022
  - Grand Prix de Chambéry
- 2023
  -  Championne d'Australie sur route
  - 3e du championnat d'Australie du contre-la-montre
- 2024
  -  Championne du monde du contre-la-montre par équipes en relais mixte
  - 1re étape du Tour d'Espagne féminin (contre-la-montre par équipes)
  - 2e du championnat d'Australie du contre-la-montre
  - 3e du Tour d'Estrémadure
  - 3e du Tour de Thuringe
- 2025
  -  Championne d'Australie du contre-la-montre
  - 3e étape du Tour féminin international des Pyrénées

### Résultats sur les grands tours

#### Tour d'Italie
2 participations
- 2024 : 22e
- 2025 : 43e

#### Tour de France
1 participation
- 2025 : non-partante (9e étape)

#### Tour d'Espagne
1 participation
- 2024 : 43e, vainqueure de la 1re étape (contre-la-montre par équipes)

### Classements mondiaux
| Année                                 | 2018 | 2019 | 2020 | 2021 | 2022 | 2023 | 2024 |
| ------------------------------------- | ---- | ---- | ---- | ---- | ---- | ---- | ---- |
| Classement UCI                        | 88e  | 46e  | 62e  | 114e | 67e  | 109e | 69e  |
| UCI World Tour                        | 63e  | 44e  | 65e  | 60e  | 82e  | 98e  | 95e  |
|                                       |      |      |      |      |      |      |      |
| Légende : nc = non classéSource : UCI |      |      |      |      |      |      |      |